# جوليا دي بيرغوس
جوليا دي بيرغوس (بالإنجليزية: Julia de Burgos)‏ (17 فبراير 1914، كارولينا، بورتوريكو في الولايات المتحدة - 6 يوليو 1953، نيويورك في الولايات المتحدة)؛ مؤلِّفة، كاتِبة مسرحية وشاعرة.

## روابط خارجية
- جوليا دي بيرغوس على موقع IMDb (الإنجليزية)